# Jayson Blair (acteur)
Jayson Blair (Detroit (Michigan), 17 mei 1984) is een Amerikaans acteur.

## Biografie
Blair doorliep de high school aan de L'Anse Creuse Public Schools in Macomb County, hier was hij ook actief in tennis. Na het afstuderen begon hij met acteren in tv-commercials van onder anderen Taco Bell, Pizza Hut en de Honda Civic.
Blair begon in 2006 met acteren in de televisieserie CSI: NY, waarna hij nog meerdere rollen speelde in televisieseries en films. Hij is bekend van onder andere zijn rol als Max Owens in de televisieserie The Hard Times of RJ Berger waar hij in 24 afleveringen speelde (2010-2011).

## Filmografie

### Films
Uitgezonderd korte films.
- 2021 Venus as a Boy - als Micah
- 2019 Married Young - als Stuart
- 2018 Haunting on Fraternity Row - als Tanner
- 2017 Unforgettable - als Jason
- 2016 The Dog Lover - als Will Holloway
- 2014 Keep It Together - als Chip
- 2014 Free Fall - als Ray
- 2014 Stuck - als Rick
- 2014 Whiplash - als Travis
- 2012 Detention of the Dead - als Brad
- 2011 Metro - als Tom T.
- 2010 Public Relations - als Kevin
- 2010 The Steamroom - als God Squad jongen
- 2008 Big Game - als Mark
- 2007 Succubus: Hell-Bent - als Jason

### Televisieserie
Uitgezonderd eenmalige gastrollen.
- 2022 Dollface - als Liam - 4 afl.
- 2021 Good Trouble - als Tony Britton - 15 afl.
- 2021 Brand New Cherry Flavor - als Jules Brandenberg - 3 afl.
- 2018 Life Sentence - als Aiden Abbott - 13 afl.
- 2016 12 Deadly Days - als Freddie Fishstick - 2 afl.
- 2015-2016 Young & Hungry - als Jake - 5 afl.
- 2012-2013 The New Normal - als Clay Clemmons - 22 afl.
- 2010-2011 The Hard Times of RJ Berger - als Max Owens - 24 afl.
- 2008 Hot Hot Los Angeles - als Ty - 7 afl.